# 李來
李來（1987年2月8日—），男，遼寧大連人，中國跆拳道運動員。

## 生平
李來於2000年開始參與跆拳道訓練，教練周方。兩年後，他轉至廣東參與訓練，佟亮為他的教練。2004年，他被選為國家青年隊一員，教練魯凡。翌年，他晉身到國家一隊，教練同是佟亮。
2003年，李來代表廣東於五城會的跆拳道項目男子68公斤級小項擊敗煙台對手，贏得金牌。次年6月的世界青年錦標賽，他取得男子68公斤級小項的銀牌。同一年，他取得全國錦標賽的季軍及全國冠軍賽的錦標。
2006年，李來再度奪得全國錦標賽第一。12月的多哈亞運，他被約旦對手淘汰出局。翌年5月的世界錦標賽中，他不敵西班牙對手，次圈出局。
2010年广州亚运会中，当伊朗選手彎腰在整理護具时，中國隊李來突然出腳，被取消比赛資格。